# Zhangjiagang Jiangnan Automobile Manufacture

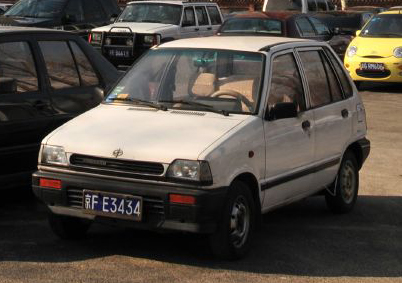
Foto eines JN AUTO des Modelltyps JNJ 7080A in Peking.

Zhangjiagang Jiangnan Automobile Manufacture Co. Ltd ist ein aus der Volksrepublik China stammender Hersteller von Nutzfahrzeug und Personenkraftwagen. Der Hersteller unterhält dabei die Markennamen Chunzhou und Jiangnan für Nutzfahrzeuge, für Pkw nur Jiangnan. 1980 wurde das Unternehmen mit Hauptsitz in Nanning gegründet. Seit 2008 ist das Unternehmen ein Bestandteil der Zotye International. Das Unternehmen nutzt die Fahrzeug-Identifikationsnummern JNJ für die Personenkraftwagen und JNQ für die Nutzfahrzeuge.

## Beschreibung
Wobei das Unternehmen anfangs nur Busse produzierte, stieg das Unternehmen 1983 mit dem JN Auto auch in die Automobilproduktion ein. Dabei handelte es sich um einen Kleinwagen, der in Lizenz des japanischen Suzuki Alto produziert wurde. In dem 100.000 m² umfassenden und 1000 Arbeiter beschäftigenden Werk entwickelte sich dieses rasch zu dem wichtigsten Modell des Unternehmens. 2003 trat das Unternehmen dann der Jiangsu Mudan Automobile Group bei und wurde durch seine Auflage des JN-Autos mit einer jährlichen Auflage von mehr als 240.000 Einheiten das wichtigste Unternehmen in dieser Gruppenbildung. In China ist das JN Auto im täglichen Straßenbild zu sehen und dominiert vor allem in ländlichen Regionen, da dort die Kunden eher zu billigen Modellen zählt, zu denen das JN Auto mit etwa umgerechnet 850 bis 3200 € gehörte. Mit sinkendem Absatz seit 2005 bereitet sich der Hersteller auf eine Globalisierung vor.
Wegen der verwendeten Motoren konnte JN Auto nicht in Europa vermarktet werden. Auch die Sicherheitsstandards entsprechen noch nahezu denen aus den Achtzigern. Erfolgreicher sind hingegen die Chunzhou-Busse, die nahezu auf der ganzen Welt vermarktet werden. In Europa sind für Chunzhou Frankreich, Spanien und Italien die wichtigsten Zielmärkte. In China hingegen gab Jiangnan sein JN Auto 2009 auf und führte als Ersatz neuere Modelle ein.

## Modellübersicht
- Chunzhou JNQ5020 (Transporterbus)
- Chunzhou JNQ5041 (Transporterbus)
- Chunzhou JNQ6100 (Bus)
- Chunzhou JNQ6601 (Bus)
- Chunzhou JNQ6601DK (Bus)
- Chunzhou JNQ6609D (Bus)
- Chunzhou JNQ6660 (Bus)
- Chunzhou JNQ6701 (Bus)
- Chunzhou JNQ6701DK (Bus)
- Chunzhou JNQ6731D (Bus)
- Chunzhou JNQ6760 (Bus)
- JN Auto (CN 1983–2009)
- Jiangnan JNQ1016 (Lkw)
- Jiangnan JNQ6495 (5M-Serie; Omnibus, seit 2009; Lizenzbau des Toyota Hiace)
- Jiangnan JNQ6495D1 (5M-Serie; Omnibus, seit 2009; Lizenzbau des Toyota Hiace)